# Eviation Alice
Eviation Alice — це електричний літак, розрахований на дев'ять пасажирів і двох членів екіпажу. Його конструкція на 95 % складається з композитних матеріалів, приводиться в рух двома електродвигунами та має Т-подібний хвіст. Прототип вперше піднявся в повітря 27 вересня 2022 року.

## Розробка
Eviation була заснована у 2015 році Омером Бар-Йохаєм, Омрі Регевом та Авівом Цідоном. Партнерство з розподілом ризиків дозволило продовжити роботу.
У лютому 2018 року було здійснено політ масштабної моделі БПЛА вагою 650 фунтів (290 кг) для перевірки аеродинаміки та управління польотом. Компанія Kokam була обрана постачальником літій-полімерних акумуляторів для живлення повномасштабного прототипу. Було розпочато роботу над системою живлення та трансмісією.
Eviation об'єдналася з Аеронавігаційним університетом Ембрі-Ріддл, щоб навесні 2019 року запустити програму досліджень і розробок у своєму кампусі в Прескотті, штат Аризона. Програма буде зосереджена на аналізі, перевірці та тестуванні продуктивності, а також на попередньому проєктуванні та підмасштабних випробуваннях майбутніх концепцій дизайну електричних двигунів і планера.
На початку 2019 року Eviation залучила 200 мільйонів доларів інвестицій для сертифікації та виробництва, а перший прототип був зібраний у Ванні, на північному заході Франції. У квітні 2019 року Eviation обрала електродвигуни MagniX Magni250s потужністю 375 к.с. (280 кВт), що обертаються зі швидкістю 1900 об/хв, як альтернативу двигунам Siemens потужністю 260 кВт.
У червні 2019 року на Паризькому авіасалоні був представлений повнорозмірний статичний літак Alice.
Було оголошено першого замовника — авіакомпанію Cape Air з міста Гаянис, штат Массачусетс. Cape Air замовила 92 літаки вартістю 4 мільйони доларів за кожен. У серпні 2019 року інвестор MagniX Clermont Group з Сінгапуру придбав 70 % акцій Eviation Aircraft. До жовтня 2019 року дві американські компанії замовили понад 150 літаків Alice. Для початку серійного виробництва все ще були потрібні додаткові інвестиції у розмірі 500 мільйонів доларів.
22 січня 2020 року спалахнула пожежа і прототип був знищений, але ніхто не постраждав. Пожежа сталася в підлоговому акумуляторному відсіку, розташованому в «зоні оператора/пасажира».
18 травня 2020 року GKN Aerospace оголосила про своє партнерство з Eviation щодо проєктування та виготовлення крила, обшивки та системи з'єднання електропроводки наступних планерів Alice.

### Нова конфігурація
До грудня 2020 року Eviation очікувала, що у 2021 році літатиме на модифікованому дизайні Alice з переміщеними двигунами на кінці крил, а в другій половині 2023 року планувала отримати сертифікат.
У липні 2021 року Eviation представила оновлену конфігурацію з Т-подібним хвостом і двома електричними силовими установками Magni650 потужністю 850 к.с. (634 кВт) з кожного боку кормової частини фюзеляжу, з метою здійснення першого польоту в тому ж році. Він мав розвивати швидкість 220 вузлів (407 км/год, порівняно з 240 вузлами), мати дальність польоту 440 миль, що на 100 миль (185 км) менше, ніж раніше, живитись від літій-іонної батареї місткістю 820 кВт/год і вагою 3 720 кг (8 200 фунтів), порівняно з батареєю місткістю 920 кВт/год і вагою 3 600 кг, матиме максимальну злітну вагу 6 350 кг (порівняно з 6 668 кг), максимальну висоту польоту 32 000 футів і максимальне корисне навантаження 1 134 кг.
Таксомоторні випробування першої серійної моделі почалися в грудні 2021 року в муніципальному аеропорту Арлінгтона, на північ від Сіетла. У червні 2022 року було оголошено, що прототип Alice перевозиться в Мозес-Лейк у штаті Вашингтон, де перший політ, як очікувалося, відбудеться влітку 2022 року.
Перший політ літака відбувся 27 вересня 2022 р. Після першого випробувального польоту Eviation оголосила, що переглянула запропонований діапазон з 440 нм до 250 нм. Прогнозована дата введення в експлуатацію була перенесена на 2027 р. До цього скорочення дальності витривалість на MTOW планувалася на рівні 2,8 год.

## Замовлення
Першим покупцем Alice стала Cape Air, регіональна авіакомпанія, що обслуговує північний схід США, а також Карибський басейн. У серпні 2021 року Deutsche Post оголосила, що замовила 12 літаків для використання DHL для перевезення вантажів, постачання заплановане на 2024 рік. У квітні 2022 року Eviation заявила, що Cape Air замовила 75 літаків. У вересні 2022 року GlobalX Airlines замовила 50 літаків, постачання розпочнеться у 2027 році. У січні 2023 року мексиканський регіональний перевізник Аерус замовив 30 літаків.

## Дизайн
Спочатку планувалося два варіанти Alice. Початкова модель без тиску призначалася для операцій повітряного таксі, енергія зберігалася в літій-іонному акумуляторі. Eviation працювала над створенням прототипу, політ якого був запланований на початок 2019 р. У 2017 р. друга модель під тиском мала стати представницьким літаком швидкої допомоги з великим радіусом дії, доступним до 2023 р. за ціною $2.9 млн, з більш потужною алюмінієво-повітряною батареєю з літій-полімерним буфером, кабіною під тиском до 1200 м (4000 футів) на висоті FL 280, авіонікою G5000, крейсерською швидкістю 444 км/год (240 вузлів) і дальністю польоту 1367 км (738 нм). У жовтні 2019 року Eviation описала лише герметичний Alice Commuter з крейсерською швидкістю 260 вузлів (480 км/год).
За попередніми оцінками, акумуляторна батарея місткістю 900 кВт-год (3460 кг, 7630 фунтів) з елементами 260 Вт/кг забезпечить проєкту дальність польоту 540—650 нм (1000—1200 км) при швидкості 240 вузлів і висоті 10 000 футів (3048 м). Очікується, що цей показник збільшиться в міру вдосконалення акумуляторних технологій. Батареї були протестовані на більш ніж 1000 циклів, що еквівалентно 3000 льотних годин, після чого вони потребуватимуть заміни вартістю 250 000 доларів, що становить половину прямих експлуатаційних витрат і аналогічно капітальному ремонту поршневого двигуна. Виходячи з цін на промислову електроенергію в США, прямі експлуатаційні витрати для дев'яти пасажирів і двох членів екіпажу, які летять зі швидкістю 240 вузлів (440 км/год), становлять 200 доларів на годину, що порівняно з 600—1000 доларів на годину для існуючих літаків аналогічної вартості, таких як Cessna 402, Pilatus PC-12 і Beechcraft King Air, для польотів на маршрутах довжиною менш як 500 миль (930 км). 45 % повітряних маршрутів припадає на діапазон 565 морських миль (1050 км) зі швидкістю 260 вузлів (482 км/год), або 55 % авіарейсів, згідно з даними Cirium компанії Flightglobal.
Електрична силова установка матиме вищу напругу, ніж сучасні електричні системи. Два електродвигуни Magni650 потужністю 850 к.с. (630 кВт) приводитимуть у рух два пропелери, встановлені на кормовому фюзеляжі. Безгерметичний літак має плаский нижній фюзеляж. Італійська компанія Magnaghi Aeronautica постачає шасі та вже виготовила шасі для схожого за розмірами Piaggio P.180 Avanti. Він буде побудований з використанням існуючих технологій, включаючи композитний планер, силову установку з двох електричних двигунів Magnix і системи управління польотом Honeywell, включаючи автоматичну посадку. При вазі 3 700 кг (8 200 фунтів) акумулятори складають 60 % злітної ваги літака. Виробництво планується в США.
Компанія планує, що підзарядка здійснюватиметься за допомогою мобільних зарядних пристроїв, подібних до авіаційних паливозаправників. Очікується, що кожна година польоту потребуватиме 30 хвилин зарядки. Елементи схожі на ті, що використовуються в автомобільних акумуляторах.

## Технічні характеристики
Дані з Eviation.

### Загальні характеристики
- Екіпаж: 2
- Місткість: 9 пасажирів
- Довжина: 17,4 м
- Розмах крил: 19,2 м
- Висота: 3,84 м
- Максимальна злітна вага: 8 346 кг
- Корисне навантаження для приміських перевезень: 1 134 кг
- Вантажне корисне навантаження: 1 179 кг
- Силова установка: 2 × електричні силові агрегати magniX 650, по 700 кВт (940 к.с.) кожен

### Характеристики
- Максимальна швидкість: 480 км/год (300 миль/год, 260 вузлів)
- Дальність польоту: 460 км (290 миль, 250 нм) VFR, 30 хв запасу, LRC, MTOW
- Довжина злітного поля: 840 м (2,750 футів)
- Посадкова дистанція: 620 м (2,040 футів)